# 四氟硼酸䓬鎓
四氟硼酸䓬鎓是一种有机化合物，化学式为C7H7BF4，含有䓬阳离子和非配位性的氟硼酸根阴离子作为反离子。它是一种稳定的盐，有市售品。
四氟硼酸䓬鎓可以通过环庚三烯和五氯化磷在四氯化碳中反应，形成C7H7PCl6·C7H7Cl复盐中间体，再用氟硼酸处理得到。